# Хетенсхаузен
Хетенсхаузен (њем. Hettenshausen) општина је у њемачкој савезној држави Баварска. Једно је од 19 општинских средишта округа Пфафенхофен ан дер Илм. Према процјени из 2010. у општини је живјело 1.961 становника. Посједује регионалну шифру (AGS) 9186126.

## Географски и демографски подаци
Хетенсхаузен се налази у савезној држави Баварска у округу Пфафенхофен ан дер Илм. Општина се налази на надморској висини од 435 метара. Површина општине износи 18,6 km². У самом мјесту је, према процјени из 2010. године, живјело 1.961 становника. Просјечна густина становништва износи 105 становника/km².

## Међународна сарадња
| Мјесто    | Држава    | Врста сарадње | Од    |
| --------- | --------- | ------------- | ----- |
| Поперинге | Белгија   | партнерство   | 2000. |
| Клермон   | Француска | партнерство   | 2000. |
| Извор     |           |               |       |